# Colonia Oteapan
Colonia Oteapan är en ort i Mexiko.   Den ligger i kommunen Santiago Tuxtla och delstaten Veracruz, i den sydöstra delen av landet, 400 km öster om huvudstaden Mexico City. Colonia Oteapan ligger 158 meter över havet och antalet invånare är 198.
Terrängen runt Colonia Oteapan är kuperad norrut, men söderut är den platt. Runt Colonia Oteapan är det ganska tätbefolkat, med 111 invånare per kvadratkilometer. Närmaste större samhälle är San Andres Tuxtla, 11,1 km öster om Colonia Oteapan. Omgivningarna runt Colonia Oteapan är en mosaik av jordbruksmark och naturlig växtlighet.